# Rue de Port-Mahon
La rue de Port-Mahon est une voie située dans le quartier Gaillon du 2e arrondissement de Paris, en France.

## Situation et accès
Longue de 115 mètres, elle commence place Gaillon et 30, rue Saint-Augustin et finit 31, rue du Quatre-Septembre.
Le quartier est desservi par les lignes 3, 7 et 8 à la station Opéra et par la ligne 3 à la station Quatre-Septembre.

## Origine du nom

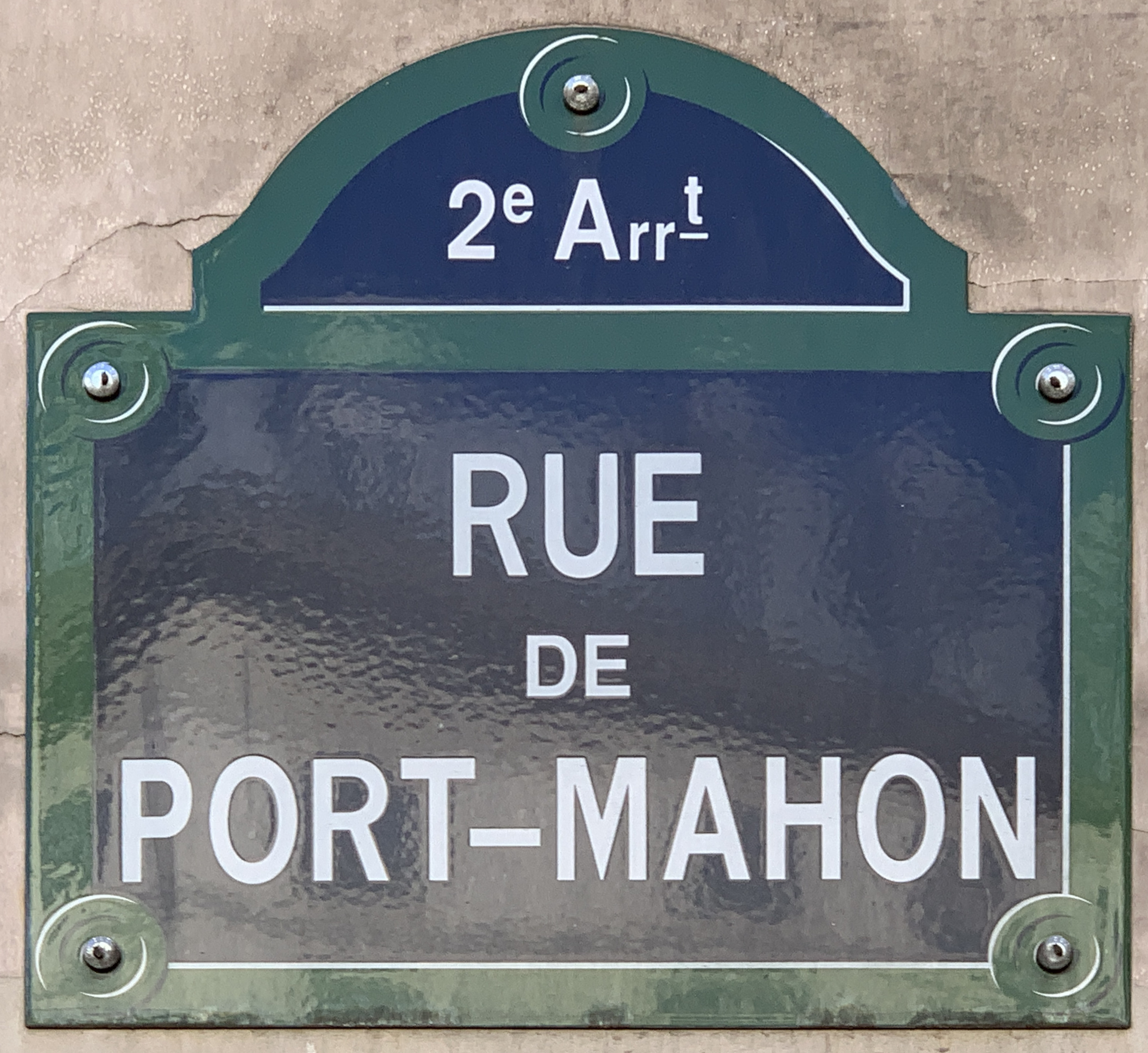
Plaque de la rue.

Son nom rappelle le souvenir de la victoire française à Port Mahon lors de l'expédition de Minorque en 1756, à laquelle prit part le duc de Richelieu, propriétaire du terrain.

## Historique
La voie est ouverte en 1795, sous le nom de « rue de la Fontaine », à la suite d'un arrêté datant de septembre 1794, sur les terrains de l'hôtel du maréchal de Richelieu appartenant alors à un certain « citoyen Chéradame » et prend son nom actuel en 1806.

## Bâtiments remarquables et lieux de mémoire
- Au no 4 était installé, en 1803, le Théâtre pittoresque et mécanique, dirigé par le « citoyen Pierre ». Un talent original lui permettait d'imiter les effets de la nature avec perfection. Le théâtre fut transféré en 1816 rue Montesquieu[2].
- Au no 8 se trouvait à l'origine le premier emplacement du cabaret Le Gerny's. Puis un immeuble construit en 1935-1936 sur les plans des architectes associés Georges Feray-Louis Filliol-André Morel, signé effectivement en devanture Morel-Filliol architectes DPLG, pour L'Avenir du prolétariat, une mutuelle née à la fin du XIXe siècle pour assurer une retraite aux ouvriers.
- Au no 12 se situait le siège des cycles Alléluia.
- À l'angle de se trouvait à partir de 1944, les bureaux sur deux étages, à l'angle du 31 rue du Quatre-Septembre et de la rue de Port-Mahon[3], de l'Union Française d'information (UFI), agence de presse du Front national en 1944 puis en 1948 du PCF, dans les mêmes locaux que l'Union photographique française, une association ouvrière de photographes fondée dans les années 1920. L'UFI est géographiquement proche de l'immeuble de trois étages qui abrite la puissante fédération de la Seine du PCF au 120 rue Lafayette. La vie dans le quartier après la Seconde Guerre mondiale est racontée dans un livre de souvenirs de Jeannette Colombel publié en 1997, qui décrit la vie de son mari à la direction de l'UFI au moment des grèves de 1947 et de la grève des mineurs de 1948, trois ans avant leur mariage en 1951[4].

## Pour approfondir